# Об'єкт Торна — Житков
Об'єкт Торна — Житков (англ. Thorne–Żytkow object, TŻO) — це гіпотетична зоря у гідростатичній рівновазі, у ядрі якої розташована нейтронна зоря. Назву об'єкт отримав за прізвищами астрономів Кіпа Торна та Анни Житков, які вперше описали такі зорі.

## Теорії формування
Нейтронні зорі утворюються переважно в результаті вибуху наднових, коли зовнішня оболонка зорі-попередника викидається у міжзоряне середовище. Тому об'єкти Торна — Житков формуються не з однієї зорі, а лише за певних умов у подвійних зоряних системах. Астрономи припускають чотири канали формування таких об'єктів:
- Червоний гігант розширюється настільки сильно, що поглинає орбіту нейтронної зорі спільною оболонкою. За рахунок тертя нейтронна зоря уповільнює рух і падає до ядра червоного гіганта, витісняючи його. Однак, ймовірно, за рахунок акреції нейтронна зоря утворить такі сильні релятивістські струмені, що червоний гігант буде зруйновано задовго до злиття[3].
- Зіткнення нейтронної зорі з масивною зорею на головній послідовності у зоряному кластері високої щільності.
- Несиметричний вибух наднової швидко «заганяє» новонароджену нейтронну зорю у її компонент у подвійній зоряній системі.
- За рахунок обміну речовиною зменшується орбіта у рентгенівській подвійній зорі, яка складається з блакитного надгіганта та нейтронної зорі, до моменту, коли компактна зоря не потрапляє в атмосферу надгіганта.

За ще однією з теорій, злиття нейтронної зорі та білого карлика може утворити об'єкт Торна — Житков із характеристиками змінної типу R Північної Корони.

## Теоретичні характеристики та пошук кандидатів
Об'єкти Торна — Житков можуть бути червоними гігантами або надгігантами з особливими характеристиками. Через наявність у ядрі такого об'єкта нейтронної зорі, яка має дуже високу температуру — понад 109 K (гарячіше за ядра всіх зір, крім наймасивніших), об'єкт підтримується або ядерним синтезом акретуючого газу, або його стисканням гравітацією нейтронної зорі, і всередині нього можуть відбуватися незвичайні термоядерні реакції. Вважається, що в результаті таких реакцій з ядерного горіння водню може утворюватись інша суміш ізотопів, ніж при звичайному зоряному нуклеосинтезі, утворюються великі кількості літію та елементів з R-процесу та P-процесу. Утім, неясно, чи переноситимуться такі елементи на поверхню зорі, де їх можна було б спостерігати. Деякі астрономи припускають, що Rp-процес, який трапляється під час спалахів рентгенівського випромінювання, також відбувається і всередині об'єктів Торна — Житков.
Теоретичні симуляції дають змогу припустити, що об'єкт Торна — Житков може еволюціонувати у джерело м'яких повторюваних гамма-сплесків або нестандартний рентгенівський пульсар. Водночас спалахи цієї вибухової зорі викликатимуться періодичною акрецією з диску, сформованого з раніше скинутої оболонки (англ. Fallback Disk) червоного гіганта.
Крім того, об'єкт Торна — Житков може еволюціонувати у багату на азот зорю Вольфа — Рає типу WN8. Передбачається, що такі особливі зорі Вольфа — Рає утворюються з червоних гігантів, у яких додаткові ядерні реакції, а також випущена потенціальна енергія здатні вивільнили стільки енергії, що потужний зоряний вітер усуває багаті воднем зовнішні шари атмосфери червоного гіганта.
Тривалість життя об'єкта Торна — Житков, імовірно, дуже коротка — до моменту поки нейтронна зоря завершить акретувати речовину колишнього ядра гостьової зорі і, перетнувши межу Оппенгеймера — Волкова, колапсує в чорну діру. Кількість об'єктів Торна — Житков у Чумацькому Шляху оцінюється у 20—200 зір, за припущення про тривалість життя у 100 000 — 1 000 000 років.
Жодних зір, які наукова більшість визнала б об'єктами Торна — Житков, досі не знайдено. Серед червоних гігантів кандидатами є зорі OH359.762+0.120 та U Водолія з незвичайною хімічною частотою ізотопів 29Si та 30Si. Однак існують моделі еволюції зір, у яких такі хімічні характеристики можуть існувати без утворення об'єкта Торна — Житков. Альтернативні пояснення до визнання зорі об'єктом Торна — Житков існують і для зорі HV 2112 з незвичним хімічним складом — такий склад можна пояснити консервативною моделлю, що складається з над-AGB-зорі і збагачення її елементами при вибуху поруч наднової з колапсом ядра.
Припускається, що альтернативний доказ народження об'єкта Торна — Житков можна отримати з гравітаційних хвиль: під час народження такого об'єкта повинні випромінюватися хвилі з частотами між 10−5 та 0,1 Гц, з амплітудою, яка може бути зареєстрована сучасними детекторами гравітаційних хвиль у радіусі 10 парсек. Однак це означатиме доказовий результат лише раз на 500 років.